# 斯托克 (挪威)
斯托克（挪威語：Stokke）是挪威西福爾郡的一個已撤销的市镇。
2017年1月1日斯托克连同安德布市镇一起并入桑讷菲尤尔市镇。但同日有一个村庄（Vear）则从斯托克移交至邻近的滕斯贝格市镇。